# Trouble (альбом Whitesnake)
Trouble (с англ. — «неприятность, тревога») — дебютный студийный альбом рок-группы Whitesnake, вышедший в 1978 году. Альбом достиг 50-й позиции в Великобритании.

## Об альбоме
Дэвид Ковердейл создал группу Whitesnake в 1978 году, и летом того же года группа приступила к записи своего первого настоящего альбома под названием Trouble. Работа над диском шла с июля по август 1978 года в студии Central Recorders на Denmark Street, в самом сердце лондонской Tin Pan Alley у Charing Cross Road.
Несомненной удачей группы стало появление в составе Джона Лорда, который заменил Пита Солли, что играл на предыдущем EP группы Snakebite. Солли фактически записал клавишные для альбома до того, как Лорд присоединился к группе, в результате чего его треки были стерты, чтобы Лорд мог добавить звук своего Хаммонда к записи. 
Название альбома, по словам Ковердейла, возникло в связи с тем, что во время записи альбома, у него как раз родился сын. В альбоме содержалась кавер-версия песни The Beatles Day Tripper, и версия известного хита Ain’t No Love in the Heart of the City, неоднократно исполнявшаяся и записывавшаяся разнообразными музыкантами. Вокал на Free Flight исполнил гитарист Берни Марсден.
Продюсировал альбом известный продюсер Мартин Бёрч.
В 2006 году альбом переиздан на CD с добавлением четырёх песен с EP Snakebite.

## Критика
Журнал Classic Rock, включивший Trouble в свой список «20 лучших рок-альбомов 1978 года», написал о нём: «Удивительно, но Trouble стал третьим альбомом Ковердейла в этом году, и его упорство наконец принесло плоды: блюзовый, уверенный в себе, пропитанный духом Джона Лорда, альбом обеспечил Whitesnake первый успех в чартах».

## Список композиций
| №   | Название                        | Автор(ы)                                     | Длительность |
| --- | ------------------------------- | -------------------------------------------- | ------------ |
| 1.  | «Take Me with You»              | Ковердейл, Муди                              | 4:45         |
| 2.  | «Love to Keep You Warm»         | Ковердейл                                    | 3:44         |
| 3.  | «Lie Down (A Modern Love Song)» | Ковердейл, Муди                              | 3:14         |
| 4.  | «Day Tripper»                   | Джон Леннон, Пол Маккартни                   | 3:47         |
| 5.  | «Nighthawk (Vampire Blues)»     | Ковердейл, Марсден                           | 3:39         |
| 6.  | «The Time Is Right for Love»    | Ковердейл, Муди, Марсден                     | 3:26         |
| 7.  | «Trouble»                       | Ковердейл, Марсден                           | 4:48         |
| 8.  | «Belgian Tom's Hat Trick»       | Муди                                         | 3:32         |
| 9.  | «Free Flight»                   | Ковердейл, Марсден                           | 4:06         |
| 10. | «Don't Mess with Me»            | Ковердейл, Муди, Марсден, Маррей, Лорд, Доул | 3:25         |

В 2006 году альбом был перевыпущен, и в него были добавлены 4 песни с EP Snakebite
| №  | Название                                 | Автор(ы)                                      | Длительность |
| -- | ---------------------------------------- | --------------------------------------------- | ------------ |
| 1. | «Come On»                                | Ковердейл, Марсден                            | 3:32         |
| 2. | «Bloody Mary»                            | Ковердейл                                     | 3:21         |
| 3. | «Steal Away»                             | Ковердейл, Муди, Марсден, Маррей, Солли, Доул | 3:14         |
| 4. | «Ain't No Love in the Heart of the City» | Майкл Прайс, Дэн Уолш                         | 5:06         |

## Участники записи
- Дэвид Ковердейл — вокал, бэк-вокал
- Мики Муди — гитара, бэк-вокал
- Берни Марсден — гитара, бэк-вокал, вокал (9)
- Нил Маррей — бас-гитара
- Джон Лорд — клавишные
- Дэйв Доул — ударные